# انتخابات ایالتی ۱۹۱۰ نیویورک
انتخابات ایالتی ۱۹۱۰ نیویورک (انگلیسی: 1910 New York state election)در ۸ نوامبر ۱۹۱۰ برای انتخاب فرماندار، معاون فرماندار، وزیر امور خارجه ، کنترل‌کننده امور ایالتی، دادستان کل، خزانه دار ایالت، دو قاضی و همچنین کلیه اعضای مجمع ایالتی نیویورک و سنای ایالت نیویورک برگزار شد. از رأی دهندگان همچنین خواسته شد که آیا برای بهسازی و توسعه پارک بین ایالتی پالیسادس موافق نشر اوراق قرضه هستند یا خیر که رای‌دهندگان موافقت خود را اعلام نمودند. همچنین اصلاحیه قانون اساسی که پیشنهاد می‌کرد دو قاضی به دادگاه تجدیدنظر نیویورک اضافه شود و حقوق قضات افزایش یابد با اختلاف تنها ۲۹۲ رأی رد شد.